# جوهر زمان
جوهر زمان (بالإنجليزية: Gohar Zaman) هو لاعب كرة قدم باكستاني في مركز الوسط، ولد في 15 ديسمبر 1972 في باكستان. شارك مع منتخب باكستان لكرة القدم.

## وصلات خارجية
- جوهر زمان على موقع ناشيونال فوتبول تيمز (الإنجليزية)
- جوهر زمان على موقع GSA (الإنجليزية)